# 乔治·帕热斯
乔治·保罗·亚森特·帕热斯（法語：Georges Paul Hyacinthe Pagès，1867年4月2日—1939年9月27日）是一名法国知名制度史和政治史专家。.

## 人物生平
1886年，年仅19岁的帕热斯考入巴黎高等师范学院，并于1889年发表了史学著作集。.
1889年到1891年期间，帕热斯作为奖学金获得者留在德国进修。在此期间，他在特鲁瓦、第戎、凡尔赛以及巴黎高中讲授历史.

## 主要作品
- 《伟大的选民与路易十四》
- 《路易十四时代对德国和法国政治历史的贡献研究》
- 《第一次世界大战的起源与责任》
- 《法国君主制研究：从亨利四世到路易十四》
- 《拿破仑三世的外交政策》
- 《路易十三时代的国王议会研究》
- 《三十年战争》
- 《法国伟大世纪的诞生：从亨利四世到路易十四》
- 《法国简史》